# Josephoartigasia
Josephoartigasia — викопний рід гризунів родини пакаранові (Dinomyidae), що мешкали в Уругваї з раннього пліоцену до раннього плейстоцену. Єдиний живий представник родини сьогодні — пакарана. Josephoartigasia названа на честь уругвайського національного героя Хосе Артіґаса. Рід містить два види: J. magna, описаний у 1966 році на основі лівої нижньої щелепи, та J. monesi, описаний у 2008 році на основі практично повного черепа. Обидва види походять з групи Сан-Хосе формації Райгон, що в Барранкас-де-Сан-Грегоріо, вздовж берегів пляжу Кійу. 
Череп J. monesi сягав 53 см, порівняний до голови сучасної корови. Довжина тіла його тіла становила 262,8 см — хоча це, швидше за все, завищена цифра. Його вага оцінюється у 480—500 кг. Це робить J. monesi найбільшим гризуном з усіх відомих науці. Він був набагато більшим за свій інший вид — J. magna або найбільшого з нині живучих гризунів — капібару, яка в середньому важить 60 кг. J. monesi також мав величезну силу укусу — приблизно 1400 ньютонів на різцях і 5000 ньютонів на третьому молярі (на рівні з великими крокодилами). Його череп був сильно зміцнений, щоб витримувати високі навантаження, тому вважається, що він міг використовувати зуби для розколювання горіхів, розкопування великих нір, викопування коріння або для самозахисту від хижаків. 
Josephoartigasia мешкав у лісистому естуарійному середовищі разом з токсодонтами, гігантськими лінивцями, гліптодонтами, гомотеріями, фороракосами та сумчастими шаблезубими тиграми. Як і інші гігантські вимерлі гризуни, Josephoartigasia переважно харчувалися листям або плодами, хоча надзвичайна сила укусу J. monesi дозволила б йому споживати широкий спектр різних рослин у разі потреби. 

## Історія вивчення

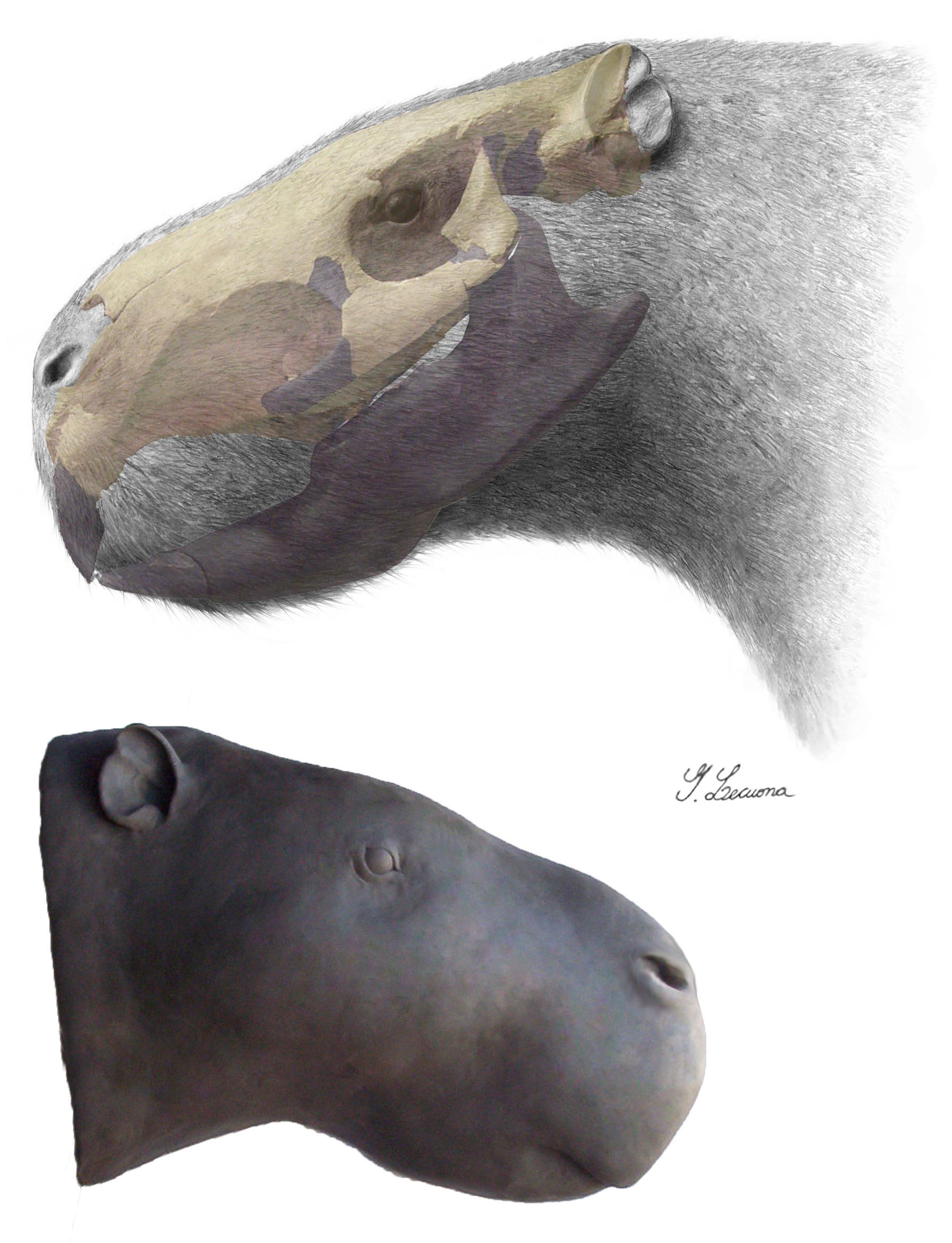
Реконструкція голови

Вперше гризун був описаний на основі матеріалу, зібраного з Барранкас-де-Сан-Грегоріо, Уругвай, серії морських скель у департаменті Сан-Хосе біля пляжу Кійу. Величезні скам'янілості, каталожний номер 28.VI.65.1 SPV-FHC, складаються з фрагмента лівої нижньої щелепи, в якому збереглася нижня частина різця, премоляр, перші два моляри, порожнина, що відповідає третьому моляру, і рамус (піднята частина нижньої щелепи, що з'єднується з черепом). У 1966 році уругвайські палеонтологи Хуліо Сезар Франсіс та Альваро Монес описали цю знахідку як типовий зразок нового роду та виду — Artigasia magna. Рід був названий на честь уругвайського політичного діяча Хосе Гервасіо Артіґаса.
У 2007 році Альваро Монес перейменував рід на Josephoartigasia, оскільки попередня назва була молодшим омонімом Artigasia, роду нематод, названого паразитологом Джессі Роєм Крісті в 1934 році (тобто назва Artigasia вже була зайнята).